# Liz Collins
Liz Collins (Alexandria, 1968) es una artista y diseñadora contemporánea estadounidense. Reconocida por sus obras de arte que involucran telas, prendas de punto y textiles, así como su propia marca de moda. Su especialidad son los medios textiles, incluida la transición de la tela a formas multidimensionales como método para variar la escala de sus piezas a ser arquitectónicas y atractivas en lugar de basadas en objetos.

## Trayectoria
Collins obtuvo su licenciatura en Bellas Artes en 1991 y la maestría en 1999, por la Escuela de Diseño de Rhode Island (RISD). Lanzó su propia línea de ropa de prendas de punto en 1999 como tesis de maestría en RISD y dirigió su negocio hasta 2004.Fue profesora de textiles en RISD desde 2003 hasta el 2013.

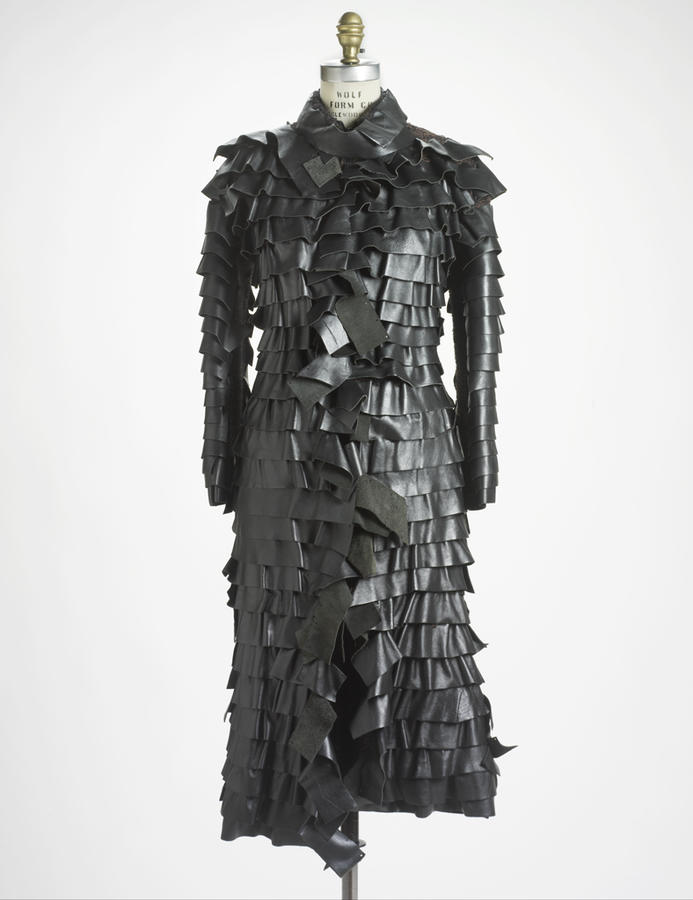
Abrigo de Samurái por Liz Collins (2001)

Reconocida por su diseño innovador, Collins desarrolló una patente de su técnica especializada en entrelazar y ensamblar diferentes materiales para construir sus prendas.Gracias a su etiqueta, se convirtió en miembro del Consejo de Diseñadores de Moda de América en 1999. En las etapas intermedias de su carrera de diseño de moda, ya no podía permitirse financiar los sueldos de su marca y satisfacer la demanda de productos de sus clientes. Collins comenzó a subcontratar la fabricación de sus productos, lo que la hizo sentirse desconectada de su proceso creativo y extrañó el aspecto práctico del diseño de prendas.
Al cerrar su marca de moda, Collins regresó a RISD para impartir clases sobre textiles como profesora asociada hasta 2013. También ha dado clases en el Instituto de Arte de Chicago, el Moore College of Art, el Instituto Pratt, el Maryland Institute College of Art y la Parsons The New School for Design.  En 2017, trabajó como mentora de Marco DaSilva en el programa de becas de Queer Art.
Entretanto, creó el "Knit-Grafting" (injerto de tejido) un término usado para describir su proceso artístico de reconstrucción de prendas y que se utiliza más específicamente en su trabajo como diseñadora de moda. Este término proviene del fundamento del injerto, que es el proceso de entrelazar dos o más tejidos entre sí. El método Knit-Grafting incorpora numerosos paneles de telas y además fusiona varios tipo de materiales entre sí. Estos materiales pueden ser encaje, metales y otros medios para que destaque su diseño.

Collins lanzó Knitting Nation (La nación teje),un proyecto de instalación y de performance que duró varios años y se difundió globalmente. Se trató de una instalación en un lugar específico en donde se hacía una actuación colaborativa que revelaba algunas facetas de los procesos de fabricación de textiles y las prendas de vestir, al mostrar costureras disfrazadas trabajando manualmente en máquinas de tejer.Así quiso crear conciencia sobre temas como la sexualidad y el género dentro de la moda, el trabajo y la cuestión de las prácticas sostenibles a través de medios visuales inmersivos.Las manualidades están llenas de jerarquías de poder y matices de género que se centran en la cultura LGBTQ+, ya que las artesanías basadas en fibras como el bordado, el tejido y la costura examinan las numerosas preferencias de la sociedad y suscitan reacciones de quienes las desaprueban. Más específicamente, la fase 4 de Knitting Nation se tituló Orgullo, para admirar y reconocer la bandera del arcoíris original de la comunidad LGBTQ+. Esta instalación fue una bandera de arcoíris tejida a mano que se exhibió en la entrada y en el centro de los escalones de un parque en Providence, Rhode Island, durante seis horas.

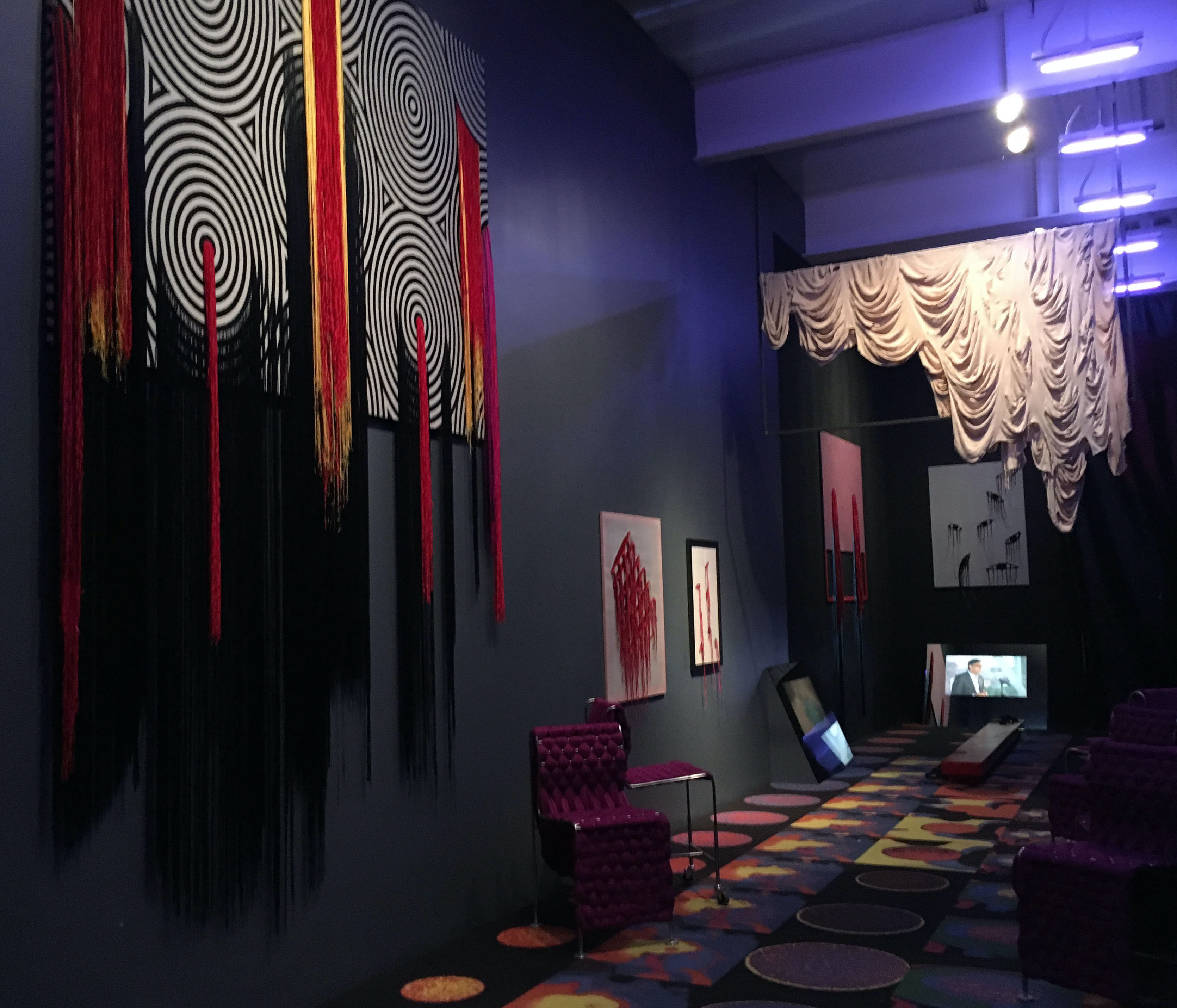
Vista de la instalación de Cave of Secrets de Liz Collins en la exhibición Trigger: Gender as a Tool and a Weapon en el New Museum, 2017

Otras obras de arte de Collins, incorporan textiles reciclados de piezas de arte anteriores, diseños abstractos y componentes estructurales como postes y cercas. Estas piezas suelen utilizar una paleta de colores variada y exploran temas como la interconexión humana y la energía cósmica. Su obra existe en un plano de distintos tamaños, desde tapice íntimos y fibrosos tapices de pared hasta instalaciones de tamaño natural que transportan al público a un universo alternativo temporal.Collins enfatiza un arte multimedia interactivo que incorpora diversas texturas, aromas y colores en los materiales para ayudar a que las experiencias del público sean multisensoriales.
En 2022, Collins recibió el encargo de crear la instalación Every Which Way (2022) para el complejo de oficinas de Meta en Manhattan en el histórico edificio James A. Farley.
Tiene colecciones públicas en museos y galerías en todo los Estados Unidos, entre los cuales se incluyen el Museum of Arts and Design de Nueva York; el Museum at the Fashion Institute of Technology-FIT de Nueva York; el Museo RISD de Providence; el Museo Tang de Saratoga Springs; el Museo Leslie-Lohman de Nueva York; el Instituto de Arte de Chicago y el Centro de Recursos de Moda de Chicago, Illinois.
En 2024, su obra fue exhibida por primera vez en la 60.ª Bienal de Venecia.
Collins tiene su sede en Brooklyn, Nueva York.

## Exposiciones
- 2005: Museo de Arte de Knoxville, Knoxville, Tennessee
- 2006: Distrito Escolar Independiente de Providence, Rhode Island
- 2008: Museo de la Escuela de Diseño de Rhode Island, Providence, Rhode Island
- 2011: Instituto de Arte Contemporáneo, Boston, Massachusetts
- 2011: Instituto de Arte Contemporáneo, Boston, Massachusetts
- 2012: Museo de Arte Moderno (MoMA), Nueva York
- 2016: Museo de Arte y Diseño (MAD), Nueva York.[19][20]
- 2019: Semana del Diseño de Milán, con Summit Suit.[21]

## Premios y reconocimientos
- Beca Target para artistas de Estados Unidos, 2006.[22]
- Beca MacColl Johnson, 2011.[23]
- Beca CeCArtsLink, con la intención de producir una instalación de Knitting Nation en Croacia.[12]
- Premio Anonymous Era Mujer, 2023.[24]